# El elegido (film 2016)
El elegido è un film del 2016 diretto da Antonio Chavarrías.

## Trama
L'agente segreto spagnolo Ramón Mercader a servizio dell'NKVD, arriva in Messico sotto mentite spoglie e si mette sulle tracce del rivoluzionario russo Lev Trotsky, in esilio nel paese centro-americano, con l'obiettivo di ucciderlo.

## Distribuzione
Prodotto dalla casa cinematografica spagnola Filmax, è uscito per la prima volta in Messico il 3 settembre 2016. Distribuito sia nei paesi in lingua spagnola con il titolo originale, che in quelli anglofoni con il titolo The Chosen.